# ダニエレ・ダ・ヴォルテッラ
ダニエレ・ダ・ヴォルテッラ（伊: Daniele da Volterra）ことダニエレ・リッチャレッリ（伊: Daniele Ricciarelli, 1509年頃 - 1566年4月4日）は、イタリアのマニエリスム画家・彫刻家。
ダニエレは、良くも悪くも、晩年のミケランジェロとの交際で知られている。ダニエレのいくつかの重要な作品はミケランジェロのデザインに基づいて制作されている。ミケランジェロの死後、ダニエレはミケランジェロ作『最後の審判』の性器を外衣・腰巻きで覆い隠すために雇われた。このためダニエレは「Il Braghettone」（「ふんどし画家」）というあだ名をつけられた。

## 生涯

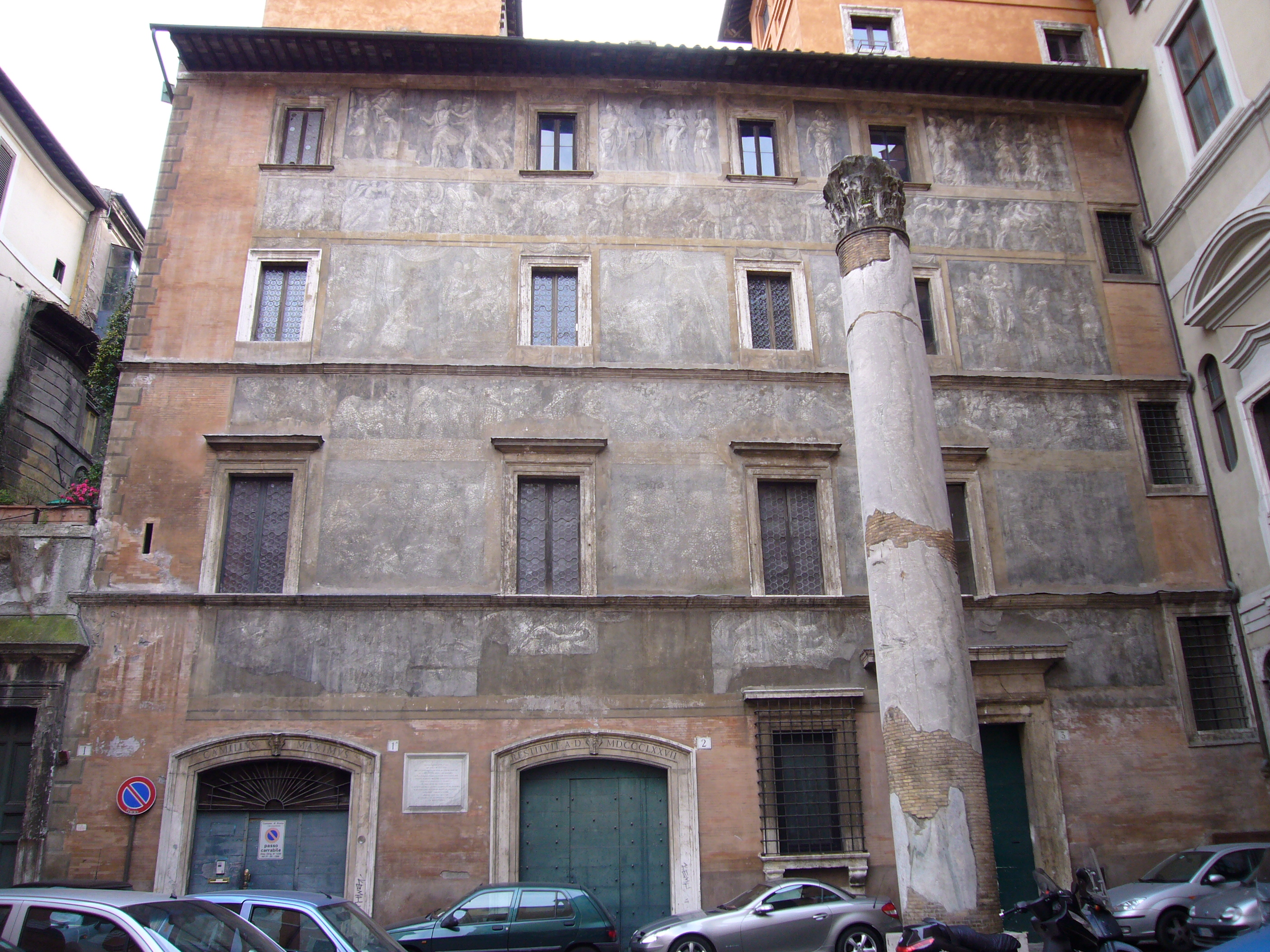
ダニエレが聖書の絵を装飾したピッロ宮（現マッシモ・アレ・コロンネ宮の一部）のファサード

ダニエラはヴォルテッラ（現トスカーナ州）に生まれた。少年時代、シエナ派の美術家ソドマとバルダッサーレ・ペルッツィについて勉強したが、あまり実にならなかった。1535年、ペルッツィに同行してローマに行き、マッシモ・アレ・コロンネ宮のフレスコ画制作を手伝ったようである。それから、ペリーノ・デル・ヴァーガの弟子となった。
1538年から1541年にかけてダニエレは、サローネのトリブルツィオ枢機卿の別荘のフレスコ画、トリニタ・デイ・モンティ教会のマッシモ家礼拝堂、サン・マルチェロ・アル・コルソ教会の聖十字架礼拝堂の仕事で、ペリーノを手伝った。それからダニエレはマッシモ・アレ・コロンネ宮メイン・サロンにクィントゥス・ファビウス・マクシムスの生涯を描くフリーズの仕事を依頼された。
ローマではさらにミケランジェロのサークルに入って仕事をし、ミケランジェロ自身とも親交を得た。ミケランジェロは、ダニエレがバチカンで仕事ができるよう、そして指導監督の地位に就けるよう、教皇パウルス3世への発言力を利用し、それはパウルス3世が亡くなるまで続いた。ミケランジェロはダニエレに絵の元になるスケッチも与えた。たとえば、1541年12月にダニエレが依頼されたトリニタ・デイ・モンティ教会のオルシーニ礼拝堂の連作フレスコ画がそうである。
その後、ダニエレはパウルス3世からバチカンの王宮の間の装飾の完成の依頼を受けた。1549年にパウルス3世が亡くなると、指導監督者としての地位と年金の資格を失い、それからは主に彫刻に専念するようになった。
ダニエレは1566年にローマで亡くなった。ダニエレの遺言によると、ミケランジェロ作『フィレンツェのピエタ』のキリスト像の失われた足の大理石の膝は、死んだ直後ダニエレの所持品の中にあったという。

## 作品

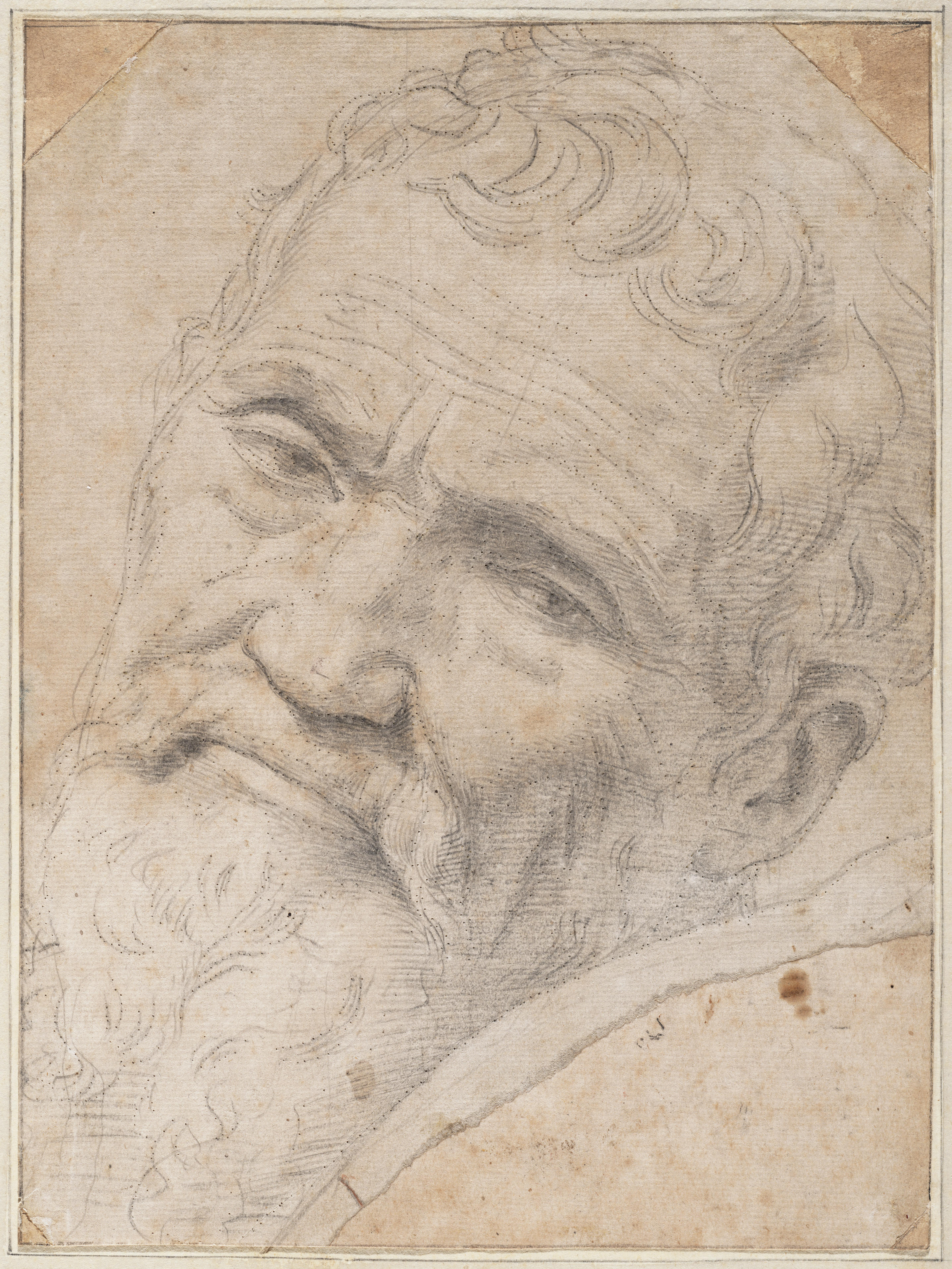
『ミケランジェロの肖像』ハールレム、Teylers Museum（タイラース美術館、テイラー美術館）

ダニエレの最も有名な絵は、ミケランジェロの素描に基づく、トリニタ・デイ・モンティ教会の『キリスト降架』（1545年頃）である。この作品の評価は高く、一時はローマで最も有名な絵として、ラファエロの『キリストの変容』やドメニキーノの『聖ヒエロニムスの聖体拝領』と並び称された。ルーヴル美術館にあるダニエレの『ゴリアスを殺すダビデ』（1555年頃）の両面絵もまたミケランジェロのデザインに基づくもののようで、長い間、ミケランジェロのものとされてきた。
特筆すべき作品では他に、フィレンツェのウフィツィ美術館にある『嬰児虐殺』（1557年）と、ミケランジェロを描いたスケッチ画、ミケランジェロのデスマスクから作った像がある。
ダニエレの彫刻で最も有名なものは、ベルヴェデーレにある『クレオパトラ』像である。フランスから依頼されたアンリ2世のブロンズ騎馬像は、馬だけが完成し、後にヴォージュ広場のルイ13世の像に使われたが、フランス革命時に溶かされた。

## 作風
1913年の『カトリック百科事典』は、ダニエレの画風について次のように述べている。

## ミケランジェロ『最後の審判』の腰布

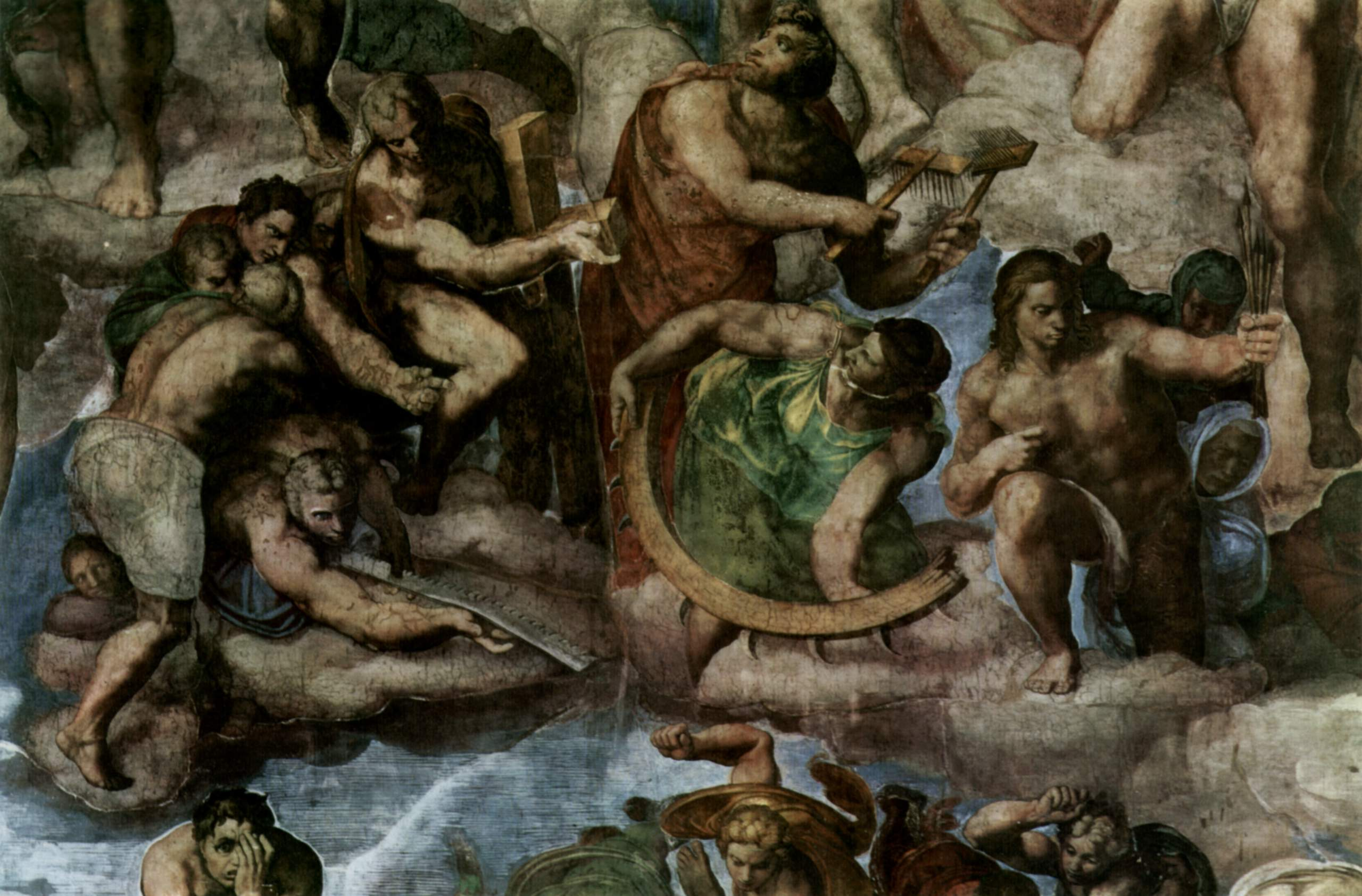
ミケランジェロ『最後の審判』（1534年 - 1541年）のディテール。キリスト受難の鉄の櫛を持つ聖ブラシウスと、車輪の破片を持つアレクサンドリアのカタリナは、1565年にダニエラがノミで彫って描き直したものである。

ダニエレはシスティーナ礼拝堂のミケランジェロ作のフレスコ画『最後の審判』に描かれた多くの性器や臀部を、外衣やイチジクの葉で覆い隠したことで悪評高い。この作業はトリエント公会議が宗教画の中のヌードを非難した直後の1565年に着手された。
ダニエレはフレスコ画の一部をノミで彫って、アレクサンドリアのカタリナと、その後ろの聖ブラシウス（ブレイズ、ブレーズ、ブレイス、ビアージョ）の絵を描き直した。その理由は元々の絵の聖ブラシウスがカタリナの裸の背中（尻）を見ているように、さらに一部の人々には性行為しているように見えたからだった。しかし、フレスコ画の下の部分の腰布や織物などはダニエレが描いたものではない。ダニエレの作業は1565年の暮れ、ピウス4世の死に中断された。礼拝堂が新教皇選挙のために必要だったので、ダニエレが使っていた足場が速やかに撤去されたからである。

## ギャラリー

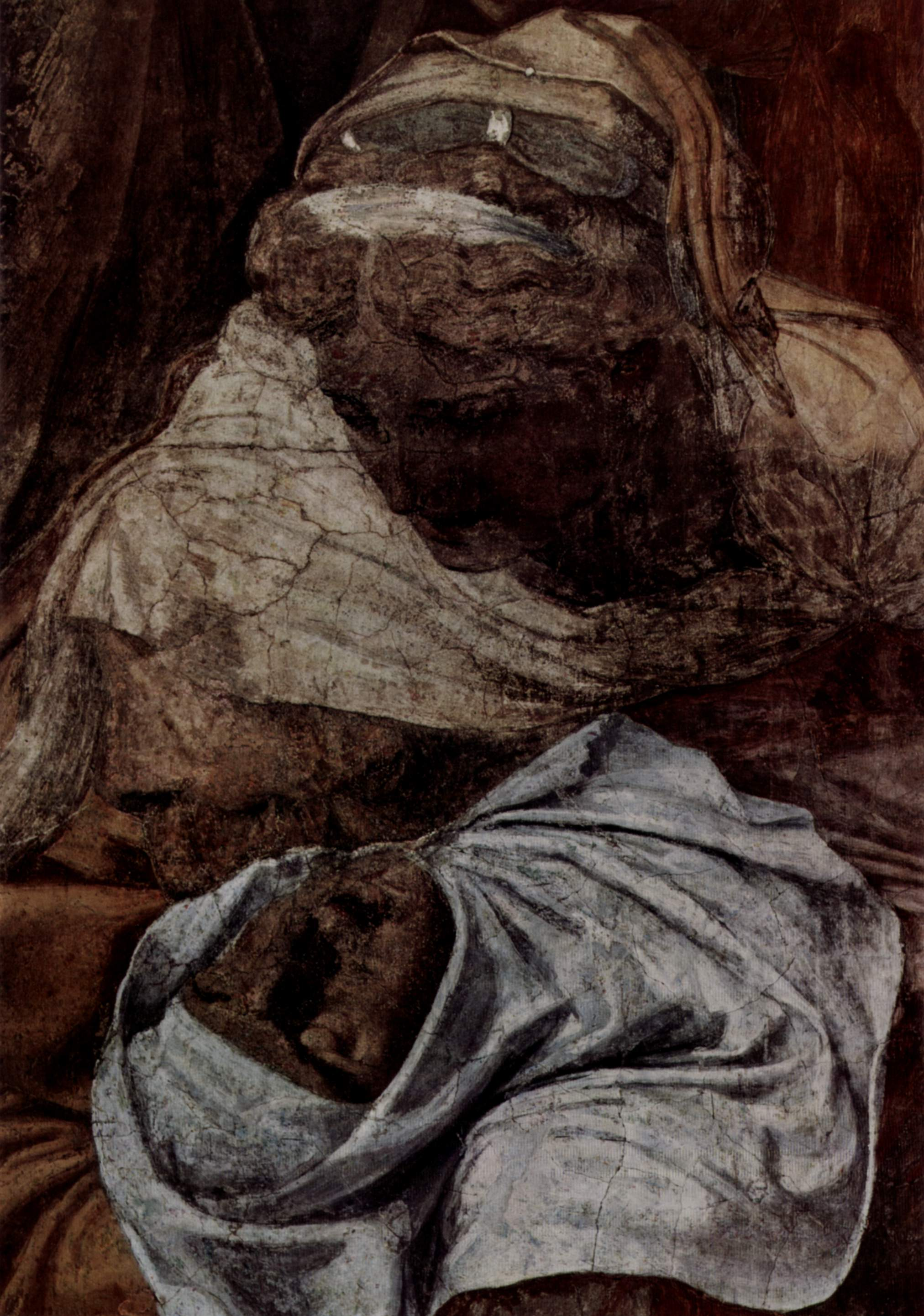
ローマ、トリニタ・デイ・モンティ教会の『キリスト降架』のディテール（2004年の復元前）
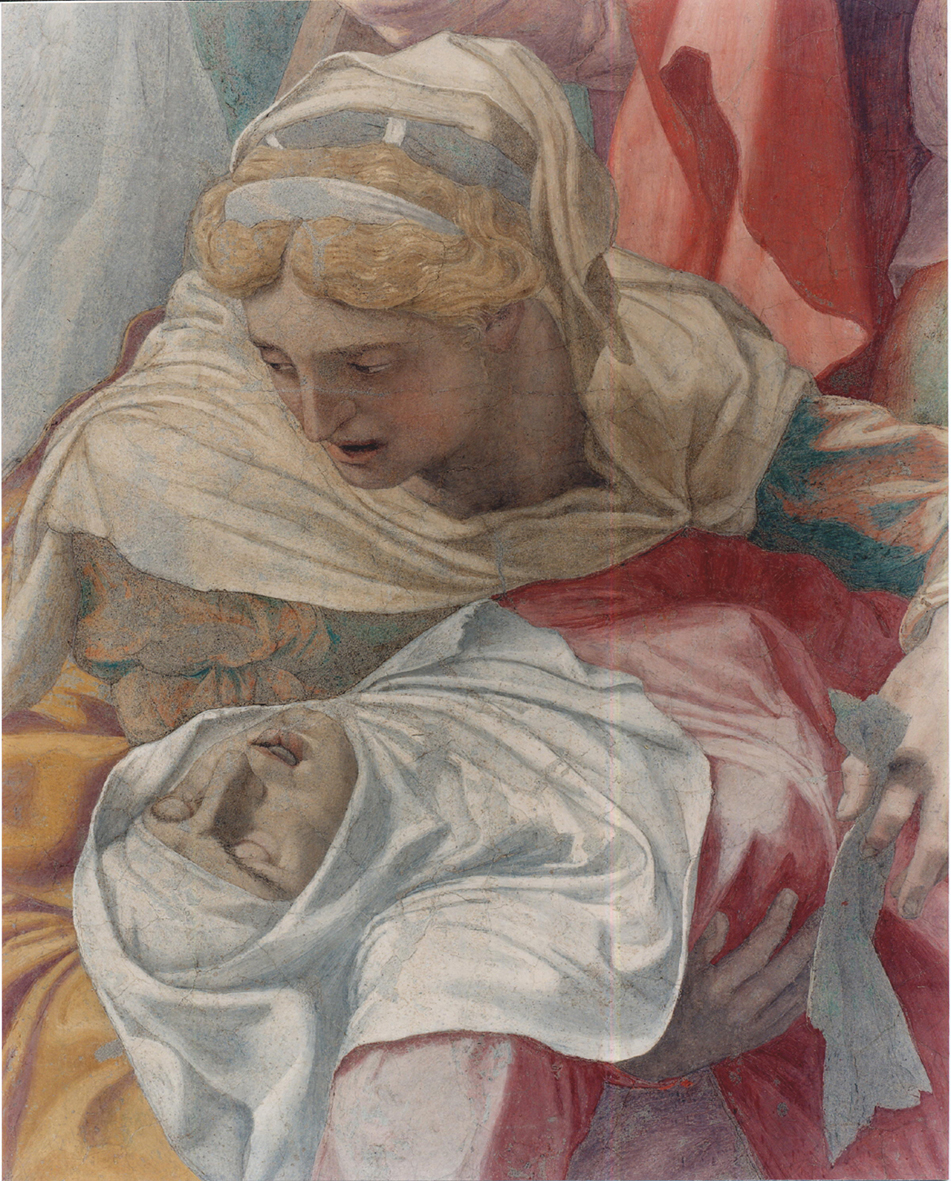
同（復元後）
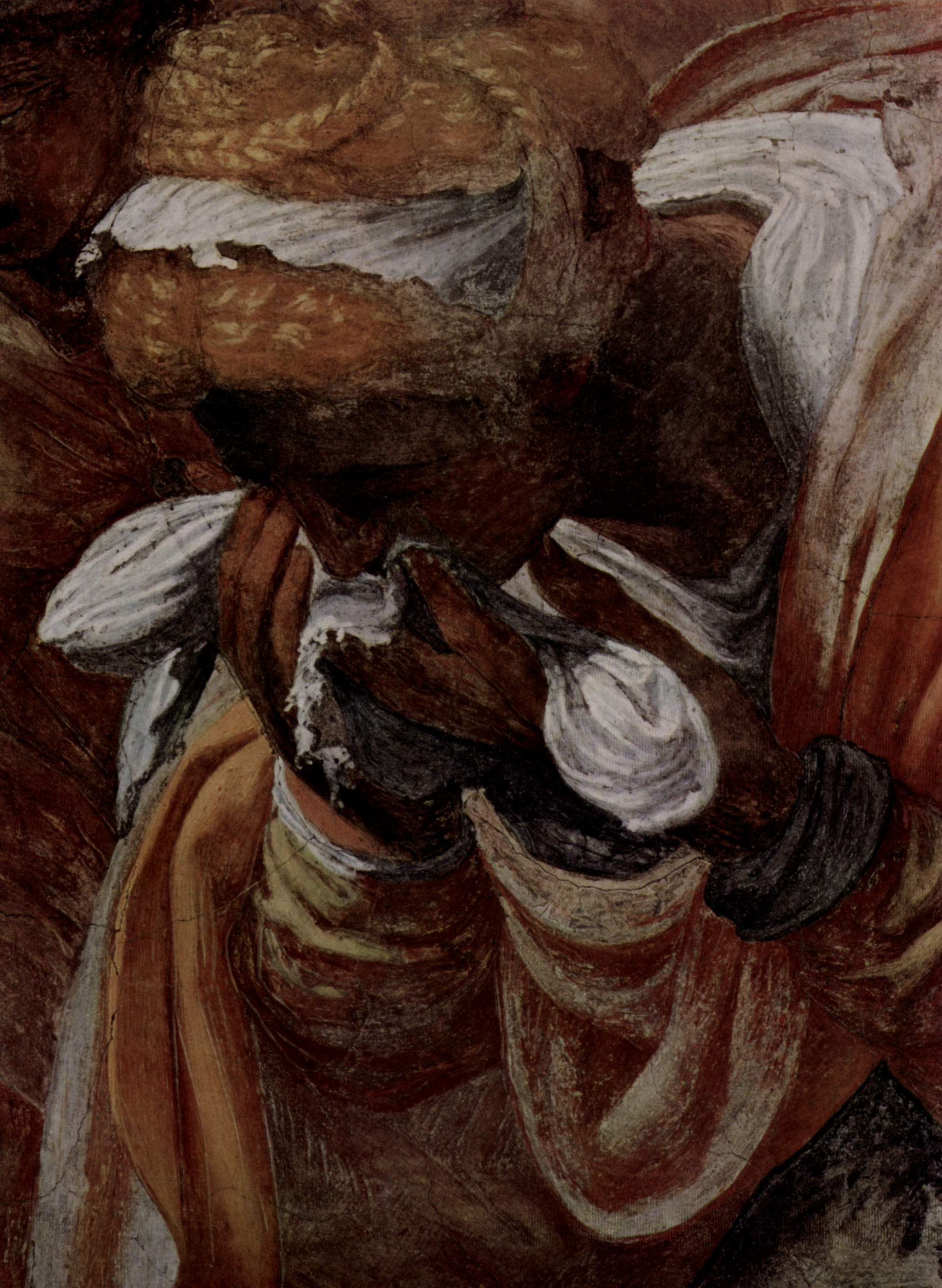
同（復元前）
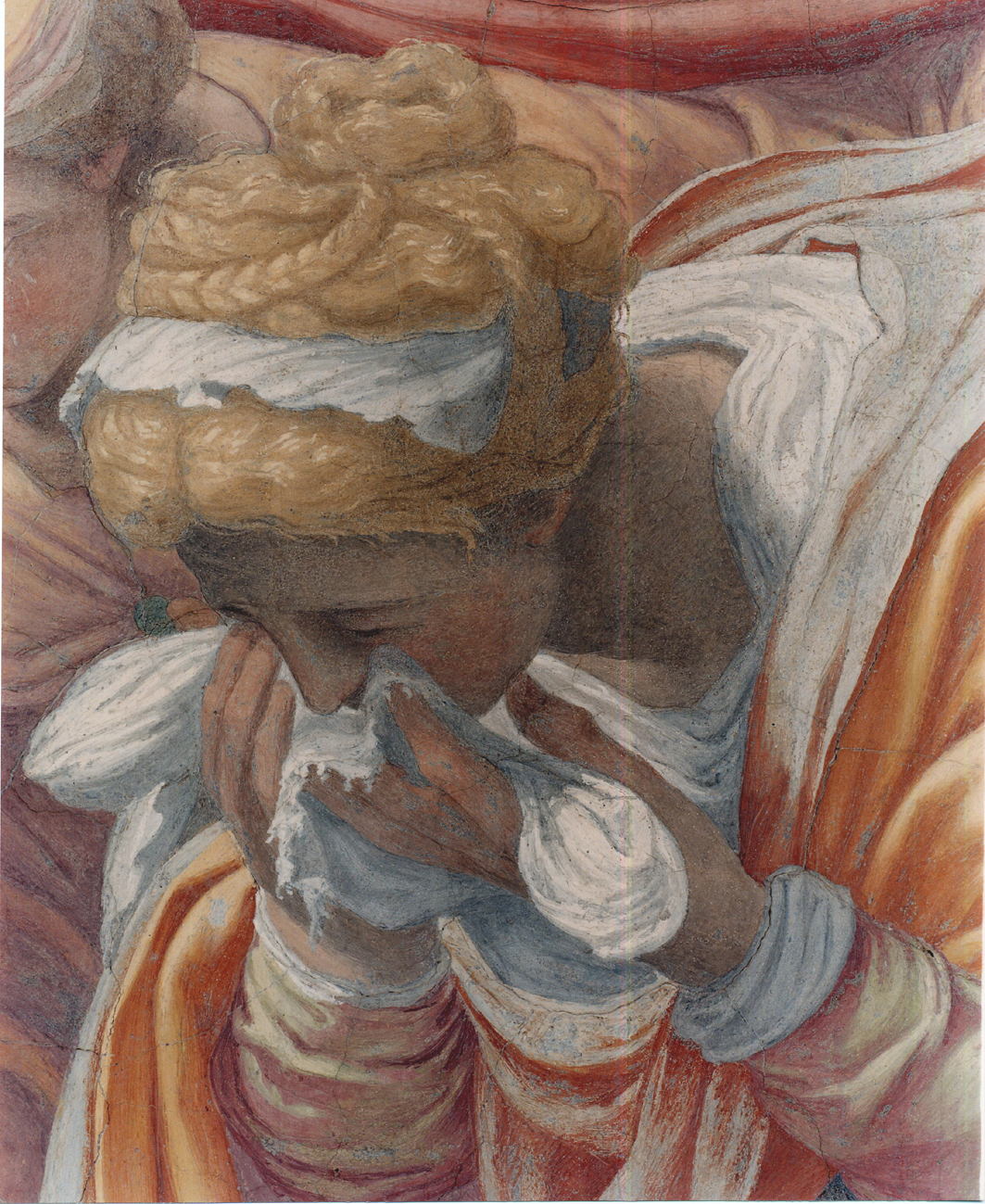
同（復元後）
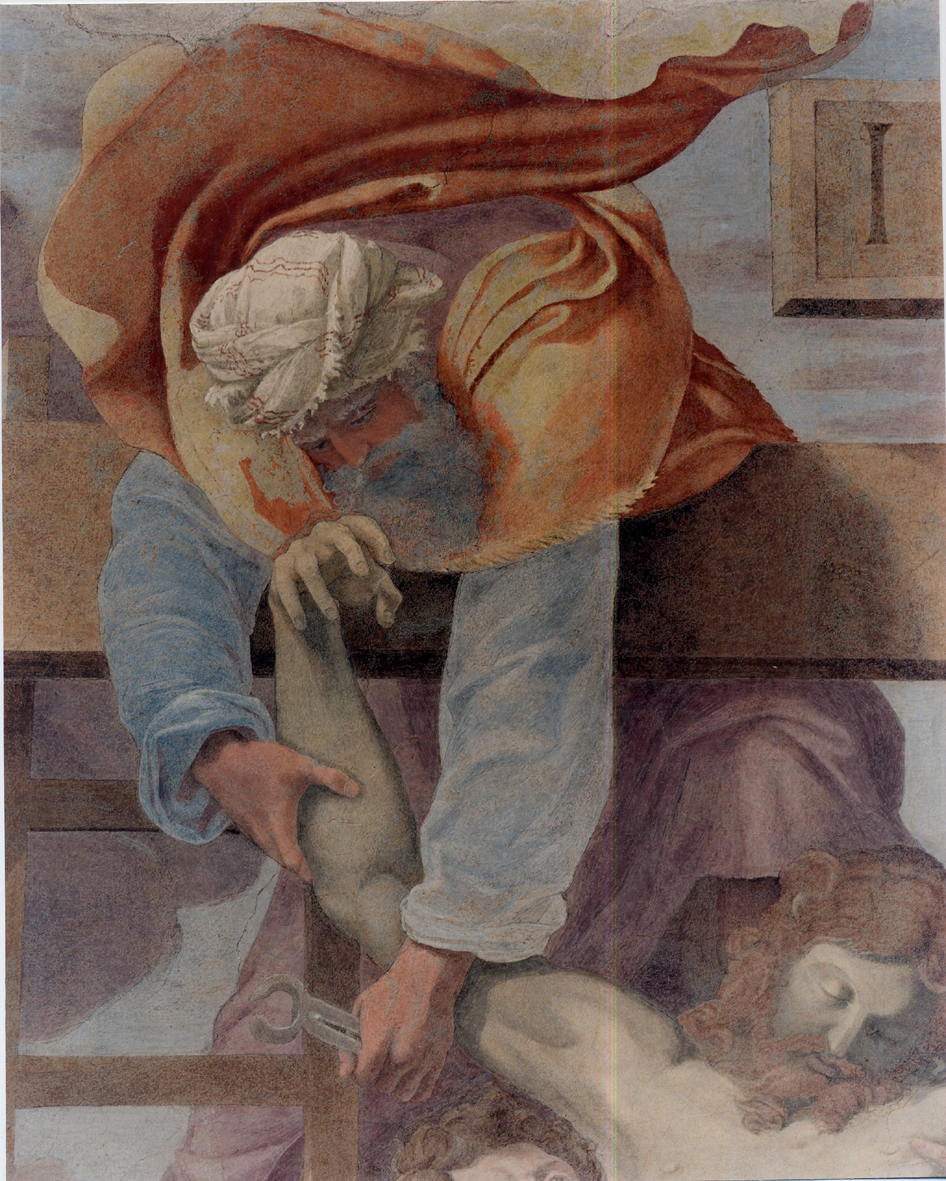
同（復元後）
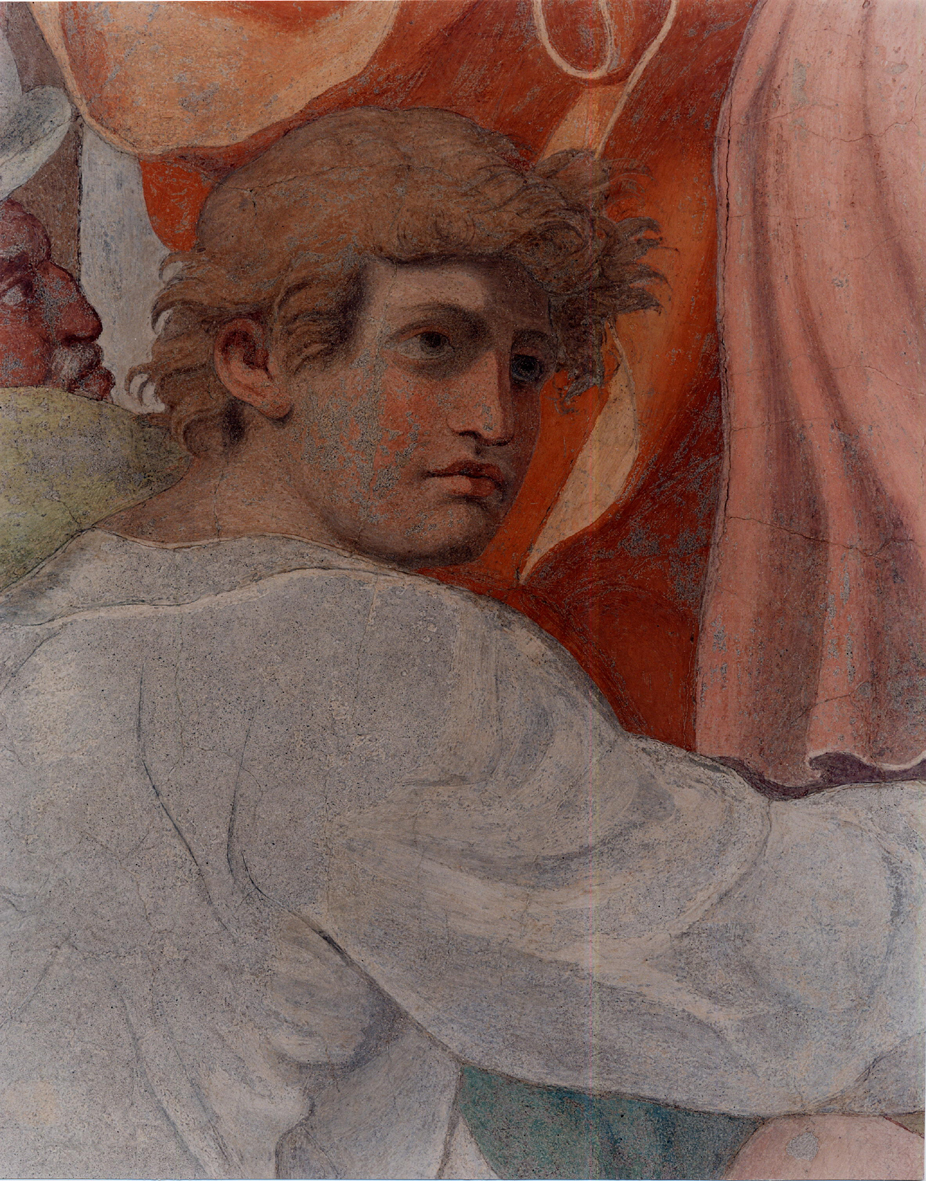
同（復元後）
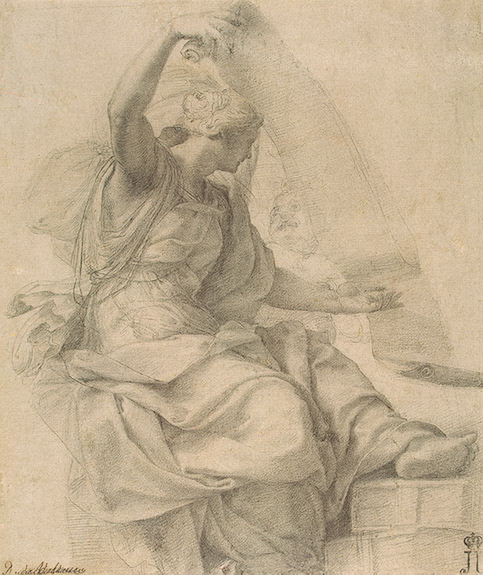
『巫女』（1540年 - 1545年頃）サンクトペテルブルク、エルミタージュ美術館
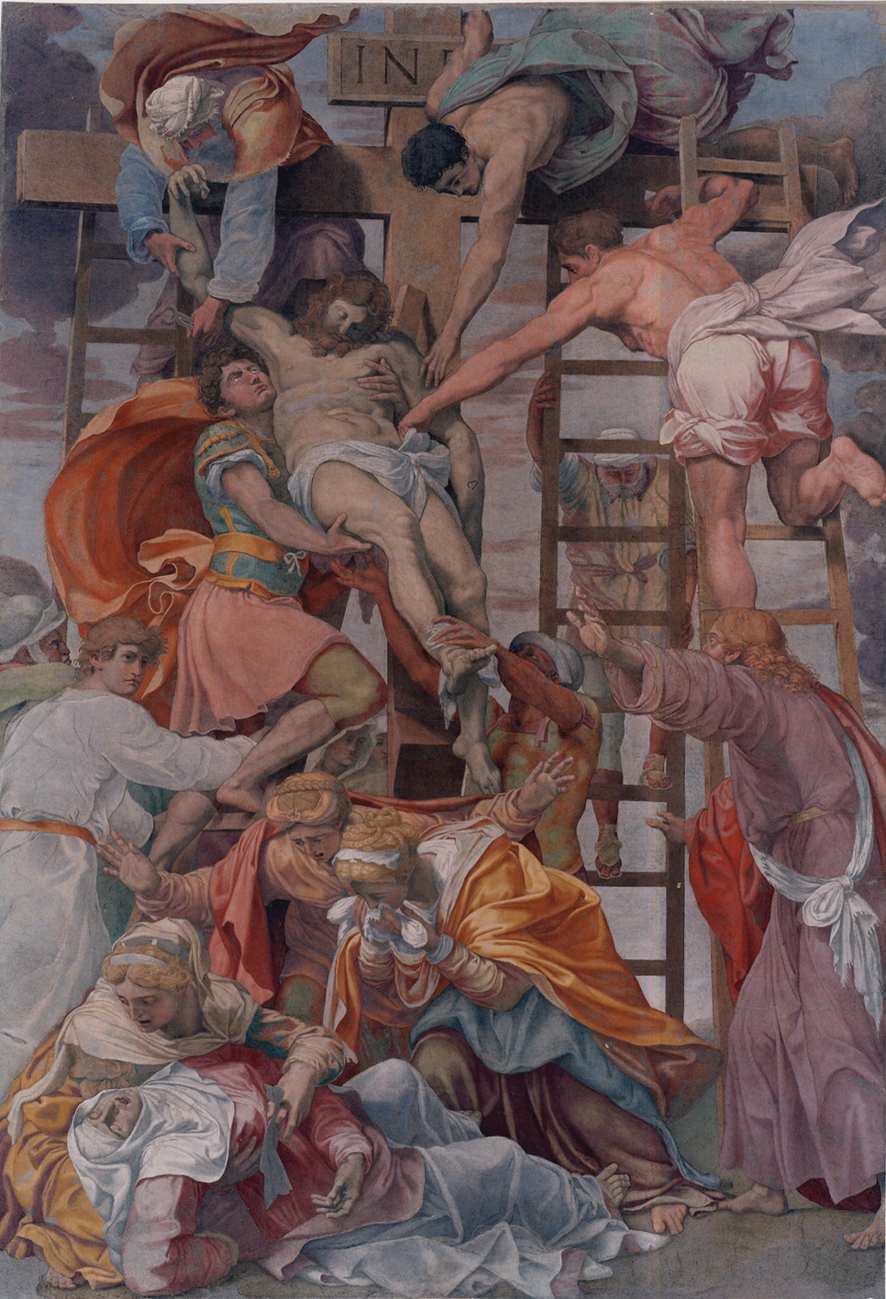
『キリスト降架』（1545年頃、2004年復元）ローマ、トリニタ・デイ・モンティ教会
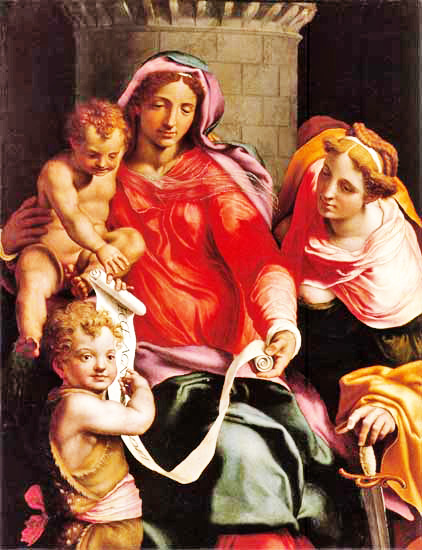
『聖母子と幼子洗礼者聖ヨハネ、聖バルバラ』（1545-1547年頃）フィレンツェ、ウフィツィ美術館
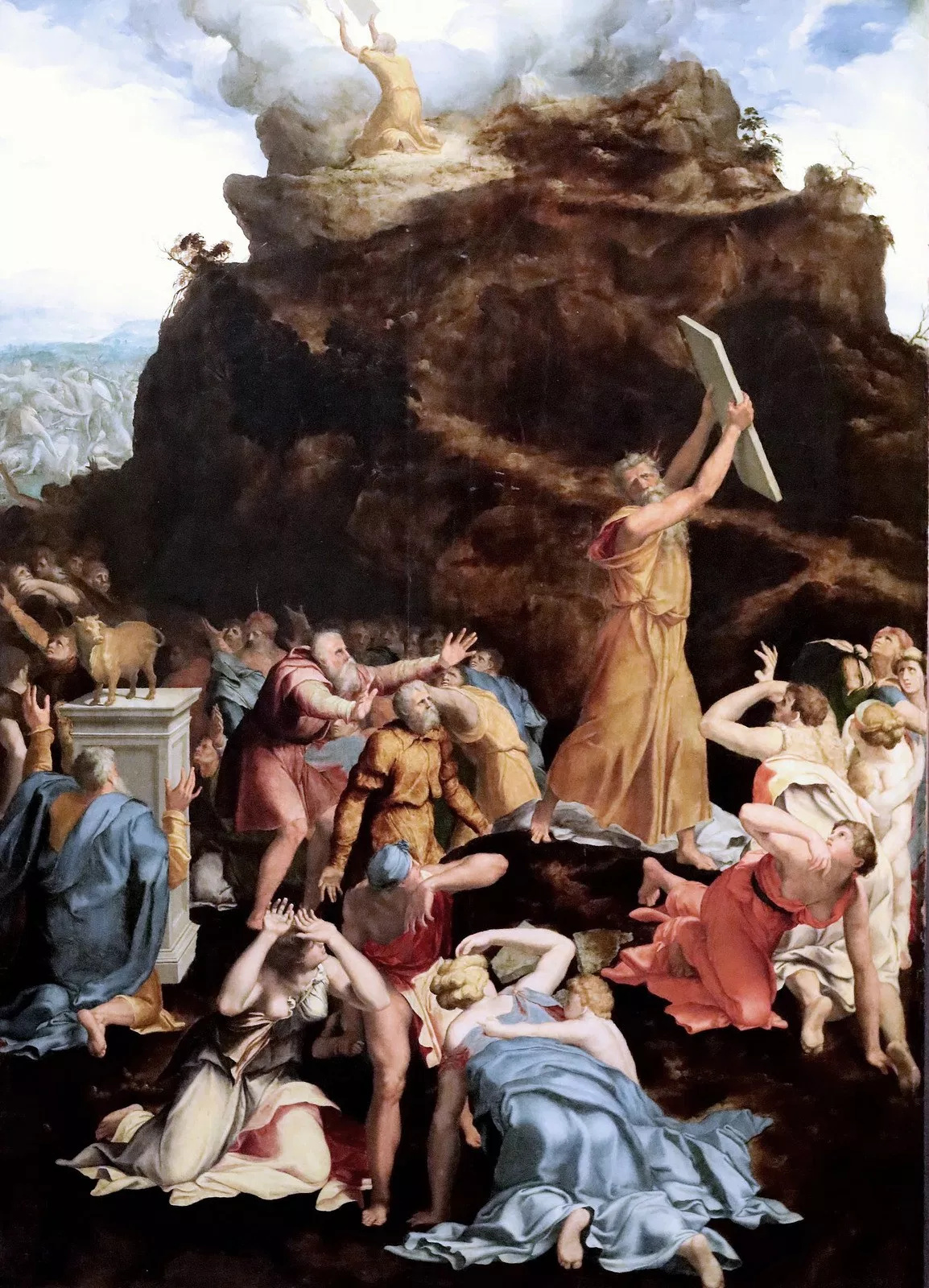
『シナイ山のモーゼ』（1545年 - 1555年）アルテ・マイスター絵画館
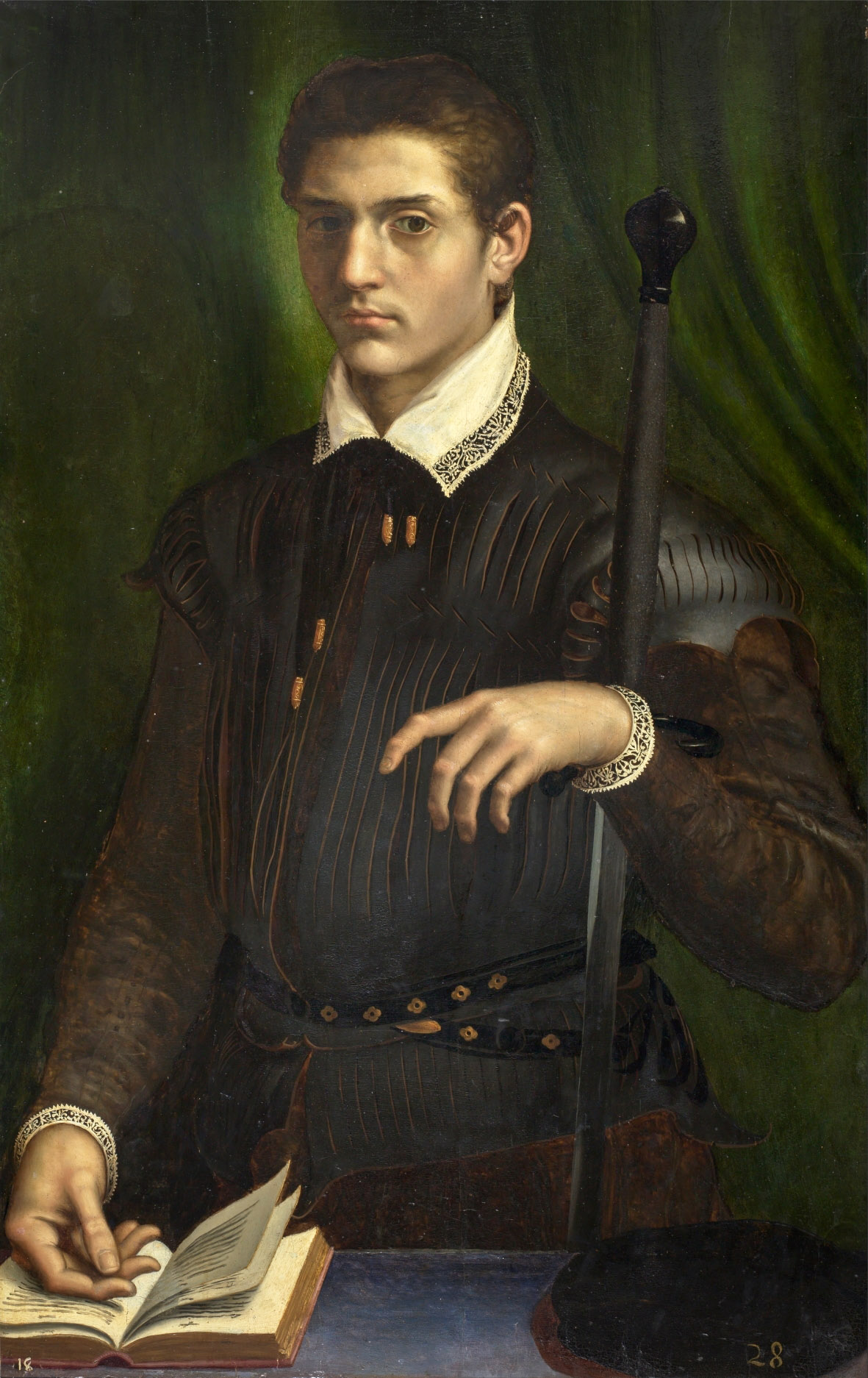
『紳士の肖像』（1550年 - 1555年）プラド美術館
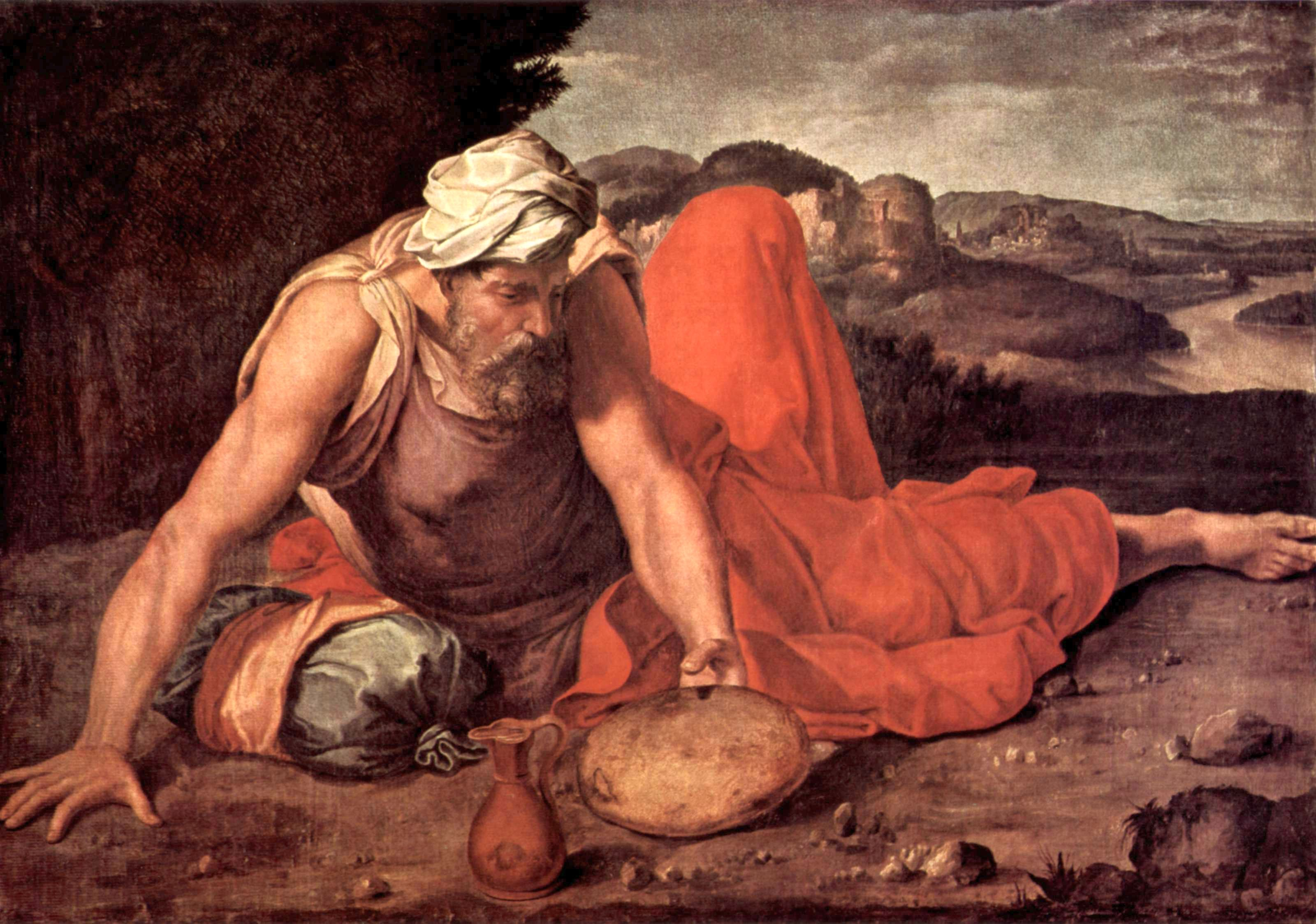
『予言者エリア』（1550年 - 1560年頃）シエナ、Pannocchieschi d'Elci家のコレクション
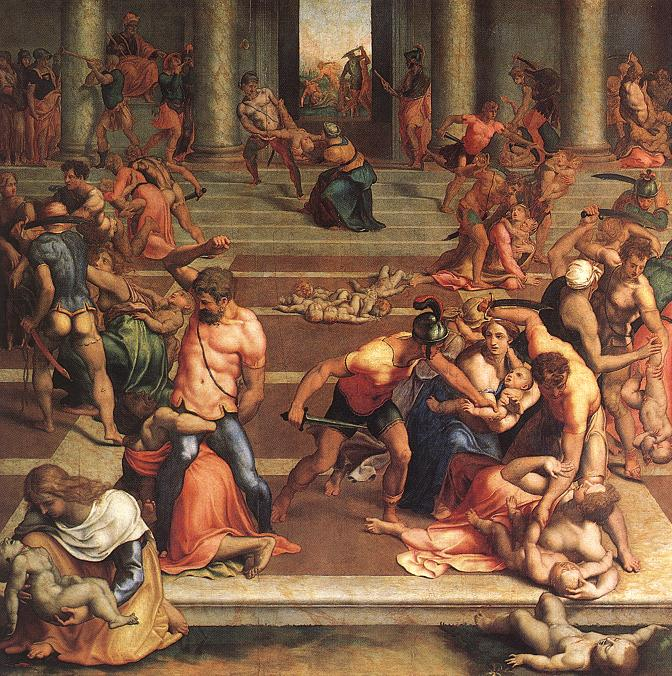
『幼児虐殺』（1557年頃）フィレンツェ、ウフィツィ美術館
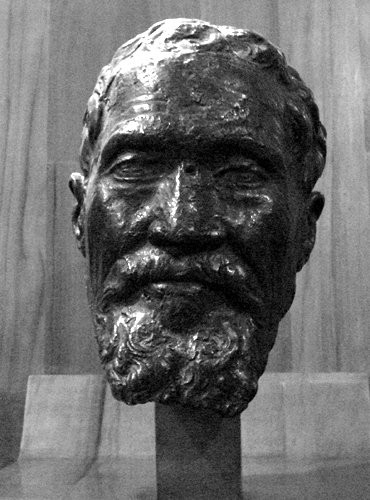
ミケランジェロのデスマスクから作ったブロンズ像（1564年）ミラノ、スフォルツェスコ城